# Iuliu Hirțea
Iuliu Hirțea (n. 1914, Vintere, comitatul Bihor, Austro-Ungaria – d. 28 iunie 1978, Oradea, Republica Socialistă România) a fost un episcop român unit (greco-catolic), care a condus Eparhia de Oradea Mare după arestarea episcopului Valeriu Traian Frențiu și interzicerea Bisericii Române Unite cu Roma la 1 decembrie 1948. A fost la rândul său arestat și condamnat în 1953 la 12 ani de închisoare. 

## Biografie
Iuliu Hirțea s-a născut în anul 1914, în localitatea Vintere (comuna Holod), aflată pe atunci în comitatul Bihor, plasa Ceica. Provenea dintr-o familie mixtă, din părinții Teodor și Vilma (născută Lokos). Tatăl lui Iuliu Hirțea a fost muncitor la stația feroviară Holod.

## Studiile și activitatea pastorală
Copilăria și clasele primare le petrece în jurul vetrei familiale, la Vintere, parohie greco-catolică veche, a cărei școală confesională avea, la 1900, 150 de școlari. Studiile liceale le face la Liceul „Samuil Vulcan” din Beiuș. A fost unul dintre elevii eminenți ai școlii. Este perioada în care aprofundează valorile promovate de învățământul românesc de la Beiuș, prin profesorii Ioan Bușiția, Victor Borlan, Ioan Teiușan etc., și prin pregătirea spirituală făcută la părinții călugări asumpționiști.
Din toamna anului 1931 se înscrie la Academia de Teologie Greco-Catolică din Oradea, iar în anul 1935 este trimis la Roma, unde a studiat teologia și filosofia la Colegiul Urban Pontifical „De Propaganda Fide” de la Roma, la final obținând titlul de doctor în studii biblice cu teza „Doctrina scripturistica et textus biblicus S. Eucherii Lungdunensis”, notată cu calificativul „Summa cum laude”. Ca alumn al Colegiului „Pio Romeno” a fost hirotesit diacon în data de 17 mai 1936 de către episcopul Valeriu Traian Frențiu de Oradea Mare, iar peste un an, la 9 mai 1937, în capela Colegiului „Pio Romeno” din Roma, același episcop l-a hirotonit preot.
Se întoarce acasă în perioada premergătoare începerii celui de-al Doilea Război Mondial, și din 31 martie 1940 până în 28 februarie 1941, funcționează ca preot la Delani, în protopopiatul Beiușului. Datorită calităților sale, la 1 martie 1941, episcopul Valeriu Traian Frențiu îl numește prim-secretar episcopal, funcție pe care și-o îndeplinește cu conștiinciozitate până la revenirea episcopiei aflată în exil la Beiuș, în orașul de reședință, Oradea (aflată până atunci sub ocupație maghiară în urma Dictatului de la Viena din 1940), la 15 februarie 1946. 
Perioada petrecută la Beiuș o valorifică sub aspect pastoral și cultural, mai ales în mijlocul tinerilor, și, prin erudiția și talentul său oratoric, se remarcă în mediile intelectuale din Beiuș, fiind adeseori invitat să țină conferințe și exerciții spirituale. Activitatea sa intelectuală a valorificat-o prin predicile, conferințele și articolele de publicistică apărute în diverse reviste.
Revenit la Oradea, este numit îndrumător spiritual al Academiei de Teologie (din 15 februarie 1946, până în 31 martie 1946), pentru ca după aceea să funcționeze ca asistent la catedra de Drept și Administrație Bisericească. În paralel cu activitatea universitară, îșidesfășoară activitatea ca profesor de religie la Liceul „Oltea Doamna”, unde este preocupat de formarea și educarea tinerilor în spirit creștin. A fost invitat de nenumărate ori la adunările ASTRU-lui (Asociația Tineretului Român Unit) de la Timișoara, unde prin cuvântul său, îi îndruma spre o viață responsabilă pe tinerii intelectuali, în spiritul creștin catolic.

## În clandestinitate, după 1948
În predicile sale a criticat regimul instalat de sovietici la București, chemând pe credincioși la mărturisirea adevărată a spiritului creștin. În urma unei conferințe ținute la Școala Normală din Oradea, în Dumineca misionară a anului 1947, este arestat și închis 15 luni în beciurile Siguranței din Oradea, fără a fi judecat și condamnat. Este eliberat în luna februarie a anului 1949, an în care Bisericii Române Unite cu Roma (greco-catolică) era scoasă în afara legii în urma decretului 358 din 1 decembrie 1948. În perioada următoare ține o strânsă legătură cu elita ecleziastică greco-catolică din clandestinitate, continuându-și activitatea pastorală.
Întrucât canonicul orădean Coriolan Tămâian renunțase la preluarea funcției de episcop auxiliar, preotul profesor Iuliu Hirțea acceptă această înaltă responsabilitate. În fapt, aceasta era și dorința și dispoziția episcopului Valeriu Traian Frențiu, care, înainte de a fi arestat, hotărâse ca în lipsa lui, episcopia să fie administrată de părintele Iuliu Hirțea. În 28 iulie 1949, cu ocazia unei vizite la Nunțiatura Apostolică din București, tânărul preot Iuliu Hirțea este hirotonit în secret, 1949 ca episcop (auxiliar pentru Oradea, titular de Nebi), chiar de către internunțiul papal Gerald Patrick O'Hara, la București.
În calitate de conducător al Episcopiei Unite de Oradea Mare, organizează conducerea eparhială, membrii căreia în cazul dispariției prin arestare sau deces, beneficiau în mod automat de dreptul de jurisdicție ordinară asupra eparhiei. Își asigură astfel continuitatea prin preotul Vasile Andercău – vicar general, alături de preoții Vasile Hossu și Augustin Egreanu. Ocupându-se de administrarea eparhiei și desfășurând un apostolat curajos printre credincioși, pentru ajutorarea preoților cu familii numeroase, amenințați cu apostazia, la 8 decembrie 1952, a fost din nou arestat. La 6 iulie 1953, după 7 luni de anchetă, este adus în fața instanței, alături de alți șapte preoți greco-catolici și o studentă, învinuiți cu toții că au acționat în mod clandestin ca exponenți ai Bisericii, pe care regimul o declarase dizolvată prin decretul nr. 358/1 decembrie 1948. Pentru activitatea sa din clandestinitate și pentru alte capete de acuzație false, prin sentința nr. 1306 din 6 iulie 1953, este condamnat la 12 ani de temniță. Verdictul sentinței dat de către Tribunalul Militar Oradea a fost „crimă de înaltă trădare în favoarea Vaticanului”. În această perioadă, conducerea eparhiei este preluată de preotul Augustin Egreanu. Cei 11 ani de temniță i-a petrecut în închisorile din Oradea, Târgu Ocna, Jilava, Pitești, Dej și Gherla.
În anul 1964, ca urmare a unui decret de grațiere, a fost eliberat din închisoare și a urmat un tratament de refacere într-un sanatoriu din Moldova, după o boală care îi afectase plămânii. După tratamentul urmat, se angajează ca funcționar la întreprinderea „Vinalcool” din Oradea. În clandestinitate, a hirotonit un mare număr de preoți greco-catolici români.
Anii 1964–1978 reprezintă în fapt o perioadă de pastorație (clandestină) după cea din închisoare a episcopului Hirțea și, în ciuda faptului că persecuțiile și anchetele continuă, el reușește să ducă și să transmită mai departe mesajul evanghelic al Bisericii greco-catolice credincioșilor din eparhia sa. Activitatea din această perioadă este axată pe slujirea pastorală în beneficiul preoților și al credincioșilor, urmată de cea petiționară, prin care, alături de ceilalți ierarhi greco-catolici din țară, adresează conducerii statului comunist mai multe memorii și scrisori pentru repunerea în libertate a Bisericii Române Unite cu Roma.
În calitate de episcop nerecunoscut de către autoritățile comuniste, a întreprins împreună cu ceilalți ierarhi greco-catolici, o activitate petiționară ce avea drept scop recunoașterea de către statul comunist a Bisericii Române Unite cu Roma. Pentru acest lucru a colaborat strâns cu episcopii Alexandru Todea și Ioan Ploscaru, pe care i-a întâlnit deseori la Oradea, Reghin, Lugoj. A fost semnatarul a patru memorii adresate lui Nicolae Ceaușescu în calitate de secretar general al Partidului Comunist Român, memorii prin care cerea libertatea de cult pentru Biserica Română Unită cu Roma și înscrierea ei în rândul confesiunilor recunoscute legal. În sprijinul acestei activități petiționare, le-a cerut preoților să se abțină de la organizarea oricărei activități religioase publice tocmai pentru a-i păzi și proteja de prigoana autorităților comuniste. Tot în această direcție petiționară se înscrie și întrevederea de la Oradea, din luna martie a anului 1970, cu mitropolitul ortodox Nicolae Mladin de la Sibiu. Episcopul unit orădean i-a cerut acestuia să medieze favorabil relegalizarea Bisericii Române Unite cu Roma dar poziția mitropolitului ortodox Mladin a rămas negativă.
După eliberarea din închisoare Sfântul Scaun i-a adresat lui, asemenea și episcopilor Ioan Ploscaru și Ioan Dragomir, o invitație oficială de a participa la sesiunile Conciliului Vatican II, pe care nu o pot onora din cauza opoziției manifestate de autoritățile comuniste. În ciuda acestui fapt, ține în continuare legătura cu prelații catolici din Occident. A avut o corespondență cu papa Paul al VI-lea (1963-1978), pe care l-a informat că greco-catolicii români continuă să rămână fideli Bisericii Romei, cerându-i să intervină la conducerea statului comunist român să repună în libertate cultul greco-catolic.

## Sfârșitul vieții
Cu sănătatea grav șubrezită și forța de muncă epuizată, ultimii doi ani din viață și i-a petrecut mai mult țintuit la pat. După o suferință de nouă zile, în după-amiaza zilei de 28 iunie 1978, arhiereul s-a stins din viață, într-un spital din Oradea . Prin purtarea de grijă a celui mai apropiat colaborator al său,  canonicul Coriolan Tămâian, a fost înmormântat în cimitirul Rulikovski, în imediata apropiere a capelei zidite de episcopul-martir Valeriu Traian Frențiu. Slujba de înmormântare, la care a participat multă lume, a fost oficiată doar în ritul latin de către canonicii Diecezei romano-catolice de Oradea, în frunte cu vicarul general László Hosszú. La căpătâiul episcopului Iuliu Hirțea, episcopul unit (clandestin) Maramureșului, Ioan Dragomir, a rostit totuși o predică. În semn de omagiu, preoții și credincioșii greco-catolici i-au ridicat ulterior o piatră de marmură neagră la mormânt, pe care a fost gravată o strofă dintr-un poem de-al său:
„Fac parte din istoria creștină
Din epoca de adevăr și har
Ce-a îmbrăcat pământul cu lumină
După retrocedarea Catedralei Sfântul Nicolae din Oradea, la 10 mai 2007, osemintele episcopului Iuliu Hirțea și ale bunului său prieten și colaborator, canonicul Coriolan Tămâian, au fost exhumate din cimitirul municipal, și după o Sfântă Liturghie omagială, în data de 13 mai 2007 au fost depuse în cripta de sub altar, alături de ceilalți ierarhi și canonici orădeni.
Faptele vieții lui au un ecou și astăzi în cuvintele testamentului său:
„Las ca testament, haitei de lupi atei, Iertarea, iar vouă iubiților mei, binecuvântarea și să-mi urmați sfaturile. Să nu uitați niciodată, să fiți buni creștini, să vă iubiți țara și neamul ca pe voi înșivă, să vă educați copiii în dragoste și iubire, să nu uitați că faceți parte din Biserica Greco-Catolică, întemeiată de Petru pe temelia Romei […]”.